# Mason Peatling
Mason Peatling (Melbourne, 31 de marzo de 1997) es un baloncestista australiano que pertenece a la plantilla del Illawarra Hawks de la NBL Australia. Con 2,03 metros de estatura, juega en la posición de ala-pívot.

## Trayectoria deportiva

### Universidad
Jugó cuatro temporadas con los Eagles de la Universidad Eastern Washington, en las que promedió 10,6 puntos, 6,1 rebotes y 1,5 asistencias por partido. En 2019 fue incluido en el segundo mejor quinteto de la Big Sky Conference, y al año siguiente en el primero, siendo además elegido Jugador del Año de la conferencia.

### Profesional
El 24 de julio de 2020 firmó su primer contrato profesional con los Melbourne United de la NBL Australia por tres temporadas, la primera de ellas para jugar en el equipo de desarrollo.
Mientras estaba con los United, jugó a nivel de desarrollo con los Knox Raiders de la NBL1 South, liga menor australiana, de 2021 a 2023. En esta última ganaron el campeonato.
El 5 de abril de 2023 se desvincula del equipo de Melbourne, y firma por dos temporadas con los Illawarra Hawks. En su segundo año ganaron la NBL.